# 西有穆山
西有 穆山（にしあり ぼくざん、俗名：笹本万吉、文政4年10月23日（1821年11月17日） - 明治43年（1910年）12月4日）は、陸奥国（青森県）八戸出身の日本の曹洞宗の僧侶、總持寺独住3世貫首。法名は瑾英、直心浄国禅師。

## 生涯
文政4年（1821年）に八戸に生まれる。天保3年（1832年）に地元の長流寺で出家し金栄と名乗る。天保10年（1839年）に仙台に移転。天保12年（1841年）に江戸に出て吉祥寺旃檀林学寮に入る。浅草本然寺の泰禅の後を継ぎ、牛込鳳林寺住職となり、小田原海蔵寺月潭全竜の下で修行。瑾英に改名。1861年、諸嶽奕堂会下の龍海院で修行中に大悟を得て、奕堂より印可を受ける。
宗参寺・鳳仙寺を経て大教院に呼ばれて中講義・大講義、總持寺出張所監院、本山貫首代理になる。法光寺・中央寺・可睡斎・伝心寺を経る。
明治33年（1900年）に信者の寄付により、横浜に西有寺を創建、翌明治34年（1901年）に總持寺貫首に選ばれる。翌明治35年（1902年）に曹洞宗管長となる。明治38年（1905年）に横浜に引退する。明治43年（1910年）12月4日に遷化。

## 遺偈
穆山の遺偈は、その後の宗門僧侶が作る遺偈の範例となっている。

## 弟子
飯田トウ隠、丘宗潭、来馬琢道

## 著書
- 『正法眼蔵啓迪』上中下（富山祖英聞書、榑林皓堂編、大法輪閣）
- 『普勧坐禅儀提耳録』（岸沢惟安編、鴻盟社、1911年）
- 『西有禅話』（鴻盟社）
- 『洞山五位説』（鴻盟社）
- 『洞上信徒安心訣』

### 記念集
- 『西有穆山禅師 - 没後百年を迎えて』（西有穆山禅師顕彰会、2009年）